# 세계시계

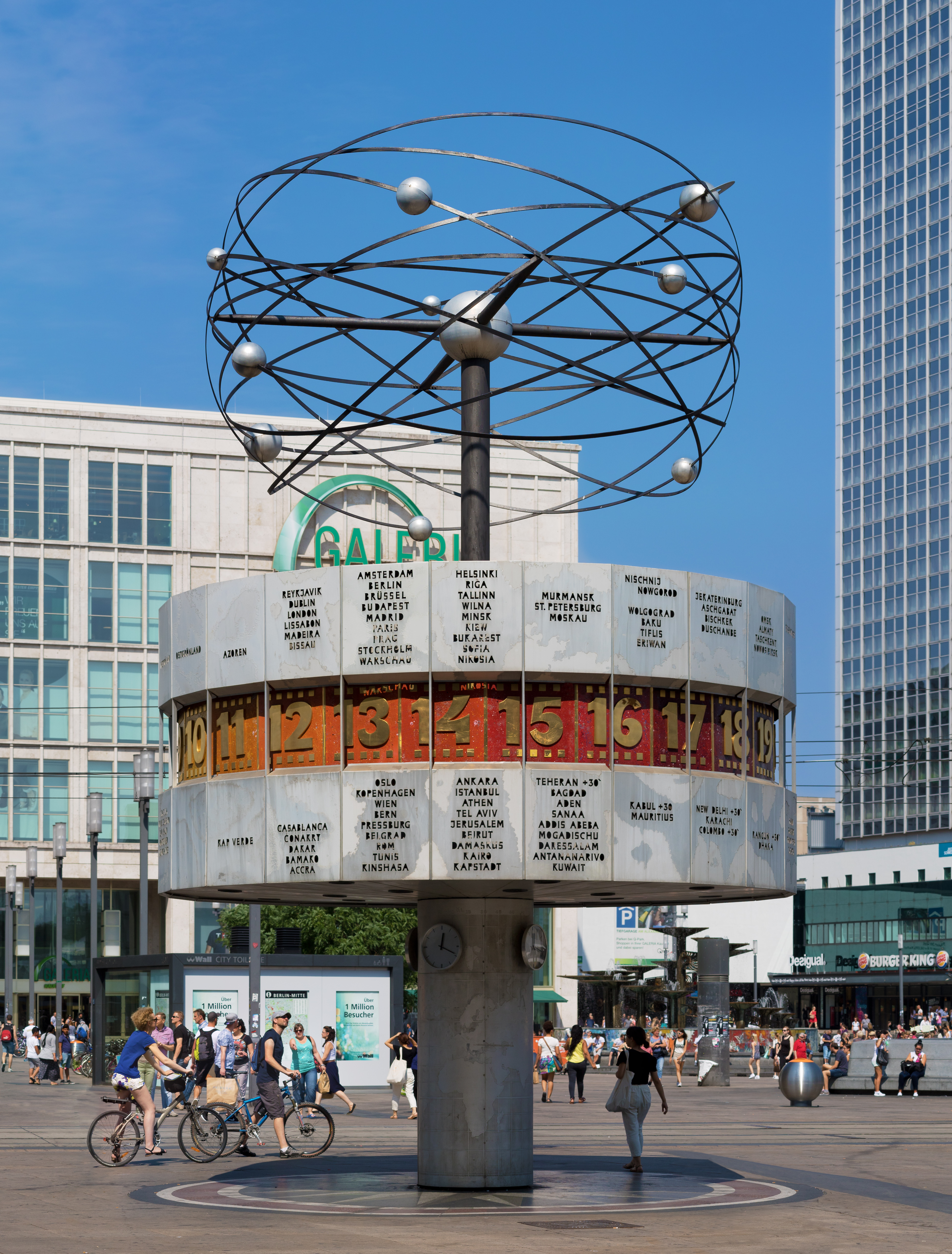
베를린 알렉산더 광장의 세계시계

세계시계는 세계 여러 도시의 시간을 표시하는 시계이다. 디스플레이는 다양한 형태를 취할 수 있다.
- 시계 앞면에는 움직이는 바늘이 있는 여러 개의 둥근 아날로그 시계 또는 숫자 판독 기능이 있는 여러 개의 디지털 시계가 통합될 수 있으며, 각 시계에는 세계의 주요 도시 또는 시간대 이름이 표시되어 있다. 알렉산더플라츠(Alexanderplatz)에 있는 세계시계(World Clock)의 머리 부분에는 24개 시간대의 146개 도시가 표시되어 있다.[2][3]
- 또한 아날로그 또는 디지털 시간 표시가 내장된 세계의 그림 지도일 수도 있다.
- 고정된 24시간 다이얼 링 내부에서 회전하는 움직이는 원형 세계 지도이다. 또는 디스크는 고정되어 있고 링은 움직일 수 있다.
- 특정 형태의 세계시계 브랜드인 지오크론(Geochron)에 사용되는 낮 시간을 나타내는 지도에 빛을 투사한다.

휴대용 시계와 회중시계 등 월드타임 시계도 있다. 때때로 시계 제조업체는 두 개 또는 몇 개의 시간대에 대한 시간만 표시하는 기기에 월드타임 라벨을 잘못 적용하지만, 이 용어는 세계의 모든 주요 시간대에 대한 시간을 표시하는 시계에만 사용해야 한다.

## 같이 보기
- 마네즈나야 광장 (모스크바)
- 시간대
- 천문시계